# Бинг (Оклахома)
Бинг (англ. Byng) — місто (англ. town) в США, в окрузі Понтоток штату Оклахома. Населення — 1393 особи (2020).

## Географія
Бинг розташований за координатами 34°51′57″ пн. ш. 96°40′4″ зх. д. / 34.86583° пн. ш. 96.66778° зх. д. (34.865898, -96.667807).  За даними Бюро перепису населення США в 2010 році місто мало площу 16,98 км², уся площа — суходіл.

## Демографія
Згідно з переписом 2010 року, у місті мешкало 1175 осіб у 436 домогосподарствах у складі 327 родин. Густота населення становила 69 осіб/км².  Було 473 помешкання (28/км²).
Расовий склад населення:
| - 65,8 % — білих - 23,6 % — корінних американців - 2,1 % — чорних або афроамериканців - 0,3 % — азіатів - 0,1 % — вихідців з тихоокеанських островів - 1,2 % — осіб інших рас |

До двох чи більше рас належало 6,9 %. Частка іспаномовних становила 4,8 % від усіх жителів.
За віковим діапазоном населення розподілялося таким чином: 26,6 % — особи молодші 18 років, 61,7 % — особи у віці 18—64 років, 11,7 % — особи у віці 65 років та старші. Медіана віку мешканця становила 36,9 року. На 100 осіб жіночої статі у місті припадало 92,9 чоловіків;  на 100 жінок у віці від 18 років та старших — 96,1 чоловіків також старших 18 років.
Середній дохід на одне домашнє господарство  становив 62 195 доларів США (медіана — 55 125), а середній дохід на одну сім'ю — 65 955 доларів (медіана — 62 708). Медіана доходів становила 34 609 доларів для чоловіків та 28 750 доларів для жінок. За межею бідності перебувало 10,6 % осіб, у тому числі 15,8 % дітей у віці до 18 років та 3,6 % осіб у віці 65 років та старших.
Цивільне працевлаштоване населення становило 693 особи. Основні галузі зайнятості: освіта, охорона здоров'я та соціальна допомога — 25,8 %, публічна адміністрація — 16,2 %, виробництво — 8,5 %, роздрібна торгівля — 8,2 %.